# 新北市立桃子腳國民中小學

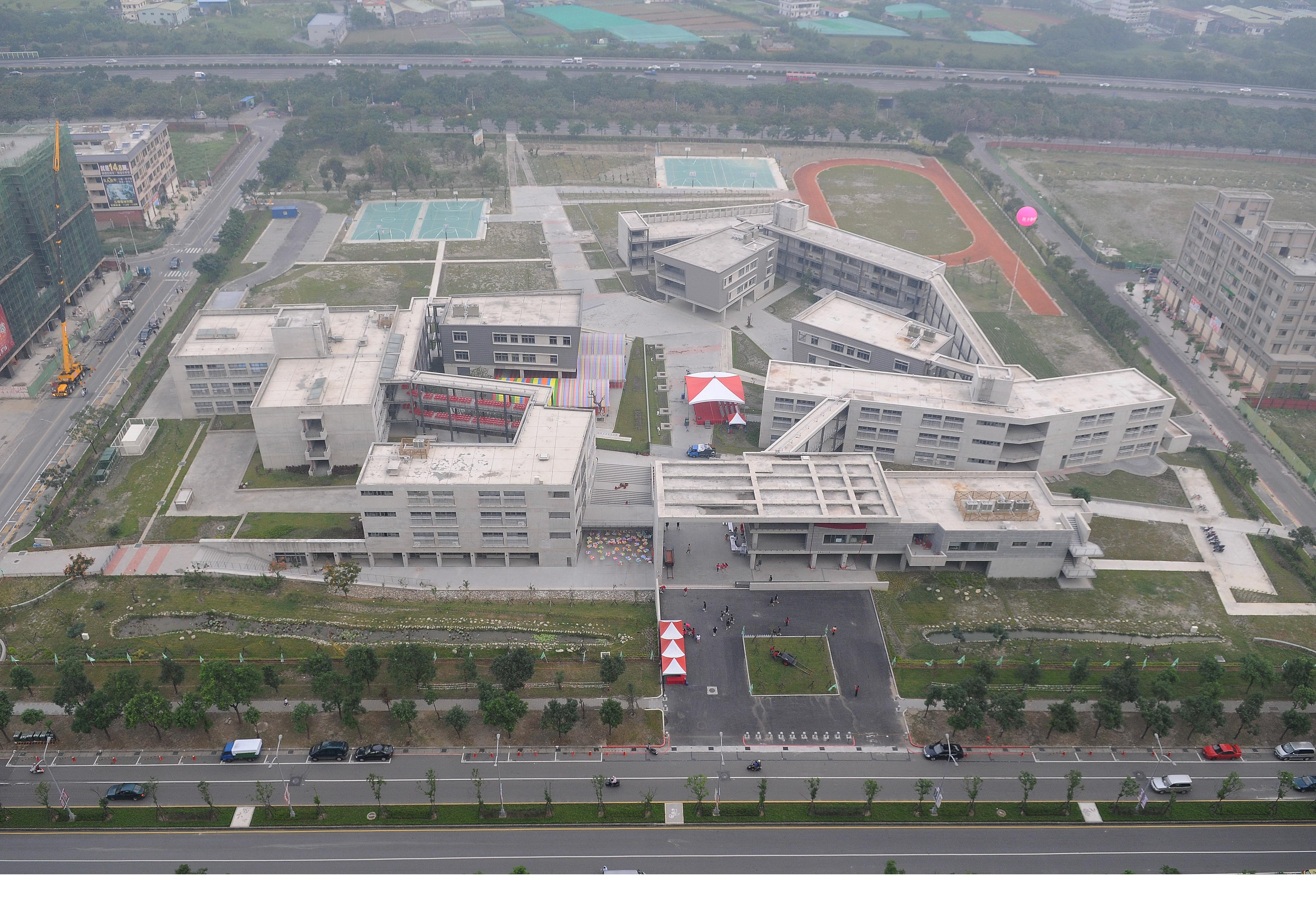

新北市立桃子腳國民中小學（簡稱桃子腳國中小）是一所位於台灣新北市樹林區的國中國小學校。位於北大特區內，校地面績有5.2公頃，設有國小部48班與國中部21班。
校內種植有數十棵茄苳、九芎、玉蘭及楓香等老樹，原本種在樂生療養院用地，但因該院當時成為捷運新莊機廠的預定地，樹可能被砍除，於2002年間移植至桃子腳。

## 校史
校名是取此地區古地名「桃子腳庄」為名，定名桃子腳國中小。古時，此地有三欉桃樹，路人會在樹下休息再趕路，故稱為桃子腳。
- 2001年4月1日，臺北縣政府定校名為「臺北縣立桃子腳國民中學」。
- 2002年8月1日，變更為「臺北縣立桃子腳國民中小學」。
- 2006年11月，開始興建校舍[1]。
- 2007年8月1日，開學，暫借國立臺北大學上課。
- 2008年12月8日，舉行校舍落成典禮[3]。
- 2010年12月25日，配合臺北縣升格為新北市而更名為「新北市立桃子腳國民中小學」。

## 歷任校長
1. 王秀雲：2001年8月1日－2009年8月3日（籌備主任、首任校長）
2. 李惠銘：2009年8月3日－2017年7月1日
3. 周仁尹：2017年8月1日-2021年7月1日
4. 郭昱晨：

## 姊妹校
- 美国：矽谷國際學校（英语：Silicon Valley International School）[4]
- 美国：紅杉中學（英语：Silicon Valley International School）
- 美国：Argonaut Elementary School
- 印度：Mira Model School
- 日本：小中一貫校「志明館」
- ：羅城中學校（朝鲜语：나성중학교）